# David Samuel Margoliouth
David Samuel Margoliouth (Londra, 17 ottobre 1858 – Londra, 22 marzo 1940) è stato un orientalista britannico, arabista e islamista.

## Biografia
D.S. Margoliouth officiò per breve periodo come sacerdote anglicano. Fu Laudian Professor of Arabic nell'Università di Oxford dal 1889 al 1937.
Suo padre era un ebreo convertitosi all'Anglicanesimo, attivo nell'opera missionaria verso gli ebrei a Bethnal Green. D. S. Margoliouth fu molto influenzato dallo zio, il convertito anglicano Moses Margoliouth.. Margoliouth studiò al Winchester College e al New College dell'Università di Oxford, in cui si diplomò col massimo dei voti, vincendo poi un numero senza precedenti di premi in discipline classiche e in studi linguistici orientali.
Molti dei suoi lavori sulla storia dell'Islam divennero libri di testo e di riferimento in Inghilterra, incluso il suo famoso Mohammed and the Rise of Islam (1905), The Early Development of Mohammedanism (1914) e The Relations Between Arabs and Israelites Prior to the Rise of Islam (1924).
Fu definito un brillante scrittore e traduttore di opere arabistiche, come può essere dimostrato da The Letters of Abu'l-'Ala of Ma'arrat al-Nu'man (1898), il Yaqut's Dictionary of Learned Men, 6 voll. (1907–27) e la cronaca di Miskawayh, preparata in collaborazione con H. F. Amedroz sotto il titolo The Eclipse of the 'Abbasid Caliphate, 7 voll. (1920–21).
Alcuni degli studi di David Samuel Margoliouth sono inclusi nel libro The Origins of The Koran: Classic Essays on Islam’s Holy Book edito da Ibn Warraq.
Come membro del Consiglio Scientifico della Royal Asiatic Society a partire dal 1905, per diventarne Direttore nel 1927, fu insignito della medaglia d'oro triennale nel 1928, diventando Presidente della RAS nel periodo 1934-37.

## Opere
- Mohammed and the Rise of Islam (1905)
- Umayyads and 'Abbasids (1907)
- The Early Development of Mohammedanism (1914)
- Yaqut's dictionary of learned men, 7 Voll. (1908-1927)
- The Kitab al-Ansab of al-Sam'ani (1911)
- Mohammedanism (1912)
- The table-talk of a Mesopotamian judge, 2 Vols. (1921-22)
- The Eclipse of the Abbasid Caliphate (1922)
- The Relations Between Arabs and Israelites Prior to the Rise of Islam (1924) (Schweich Lectures on Biblical Archaeology, 1921)